# (156880) Bernardtregon
(156880) Bernardtregon est un astéroïde de la ceinture principale.

## Description
(156880) Bernardtregon est un astéroïde de la ceinture principale. Il fut découvert le 4 mars 2003 à Saint-Véran par l'observatoire de Saint-Véran. Il présente une orbite caractérisée par un demi-grand axe de 2,38 UA, une excentricité de 0,02 et une inclinaison de 3,0° par rapport à l'écliptique.

## Compléments